# Cuélebre

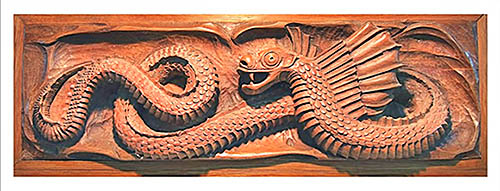
Talla de madera representando a un cuélebre.

El cuélebre es una criatura legendaria, perteneciente a la mitología asturiana, leonesa y cántabra, descrita como un ser con forma de serpiente alada, similar a un dragón chino/japonés. En Cantabria se le conoce como culebre. En León es también conocida como culuebro, culebrón o sierpe. 
 

## Descripción
La tradición lo describe de la siguiente forma: Sus ojos son chuscos incandescentes, todo su cuerpo está recubierto de escamas y de su espalda crecen unas alas de murciélago.
Se cuenta que una de sus principales funciones es la de vigilar tesoros. En la mitología asturiana son frecuentes las referencias a estos tesoros ocultos (ayalgues en asturiano), que por lo común consisten en piezas de oro de gran valor. Para su búsqueda (la gueta l'ayalga) hay unas guías llamadas lliendas (lendas en gallego) que describen los lugares en los que se cree que se encuentran.
Se dice que el cuélebre suele ser molesto para los hombres que viven cerca de su escondite, que puede ser un bosque, una cueva o una fuente, ya que emite silbidos terribles y tiene por costumbre alimentarse de seres humanos, tanto vivos como muertos. Para evitar que esto suceda se le suele entregar alimentos como corona.
El punto débil del Cuélebre sería la zona ventral del cuello, ya que el resto del cuerpo estaría cubierto por unas duras escamas que lo volverían prácticamente invulnerable. Al hacerse viejos, se cree que se irían al fondo del mar a cuidar sus tesoros y descansar.
Víctor Manuel le dedicó una canción del mismo nombre. El elemento del cuélebre es el rayo.

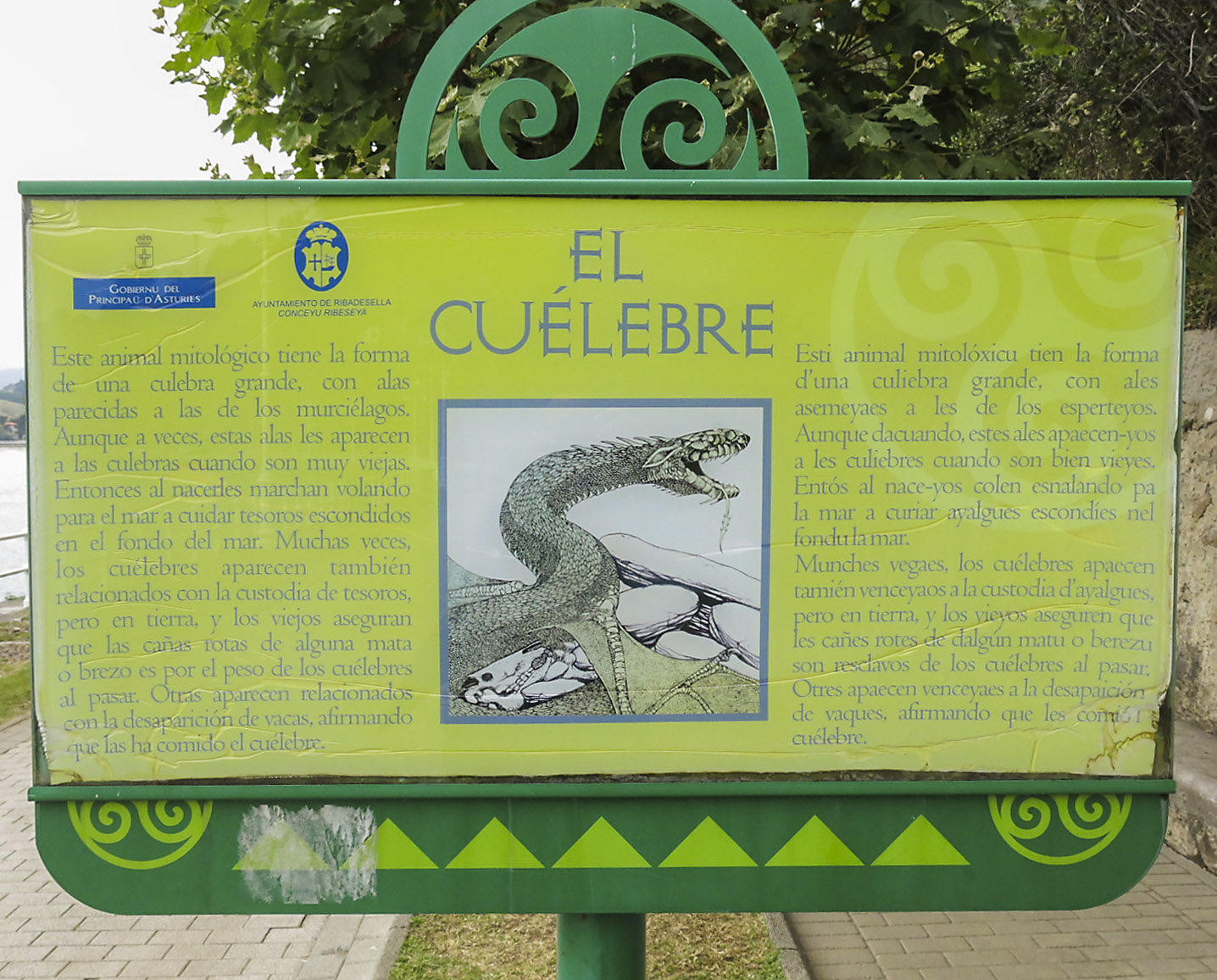
Rótulo en castellano y en asturiano, en Ribadesella.

## Leyendas
Hay muchas historias en las que se narra cómo los campesinos logran vencerlo mediante engaños y así se ven libres de tener que alimentarlo, como por ejemplo la que cuenta que unos monjes, cansados de tener que darle de comer para evitar que se llevara los cadáveres del convento decidieron darle un pan con alfileres que le causó la muerte.
En el pasado el cuélebre exigía cada cierto tiempo una doncella joven para devorarla a cambio de no desatar su furia sobre las gentes. Así era hasta que una de las doncellas que iba a ser sacrificada invocó al apóstol Santiago. Este se enfrentó a la bestia y el Cuélebre herido en el pecho, se comenzó a retorcer, soltó una nube de azufre por la boca y herido y humillado, regresó a su cueva no volviendo nunca a pedir tributo a la gente.
Cuentan las leyendas que el cuélebre tras tantos siglos de longevidad ya ha perdido gran parte de sus poderes, especialmente en la mágica noche de San Juan cuando no son efectivos sus encantamientos. Por el contrario, la noche de San Bartolomé sale de su cueva con sus poderes acrecentados, provocando tempestades y desatando el terror.
En la llamada Peña Gotera, cerca del pueblo de La Vid, León, existe una ermita dedicada a san Lorenzo. En aquel lugar, hace muchos años, vivía una cuélebre o culebrón tan grande que cuando se posaba en lo alto de las peñas su cola llegaba hasta el río, muchos metros más abajo.
El culebrón tenía sometido al pueblo a la obligación de ofrecerle a diario una cabeza de ganado, para evitar que causase daños mayores. Sin embargo, llegó el momento en que no quedó un solo animal para atender las exigencias de la cuélebre, que ya se había comido todas las ovejas, vacas y cerdos de la comarca, y hasta las gallinas y los conejos.
Cuando la gente no pudo llevarle al culebrón su diaria pitanza, el gigantesco animal, lleno de furia, posó su cuerpo en el cauce del río y retuvo la corriente hasta formar un gran embalse de agua, que luego soltó de repente, anegando y destruyendo las huertas y los campos de labor. Todavía se pueden ver en las laderas montañosas que encauzan el río las dos señales que dejaron la cabeza y la cola de la bestia en aquella ocasión.
Una vez arrasadas las cosechas, el culebrón se dispuso a devorar a sus habitantes. Pero éstos pedían ayuda al cielo con mucha fe, y la divina providencia decidió dársela en la figura de San Lorenzo.
Lorenzo, o Llaurente, como también se le conoce en la zona, llegó a La Vid, acompañado de sus hermanos menores, Pelayo y Vicente, e ideó la forma de matar al culebrón. Para ello mandó amasar una torta enorme, y una vez cocida en el mayor horno de leña que se pudo fabricar, hizo meter dentro todos los hierros que cupieron, puestos al rojo. Herramientas, cuchillos, sartenes, arneses, adornos, todo pasó por el fuego y todo fue metido en la torta.
El olor debía de ser muy apetitoso, y la cuélebre llevaba ya varios días de ayuno. El caso es que se tragó la torta y murió entre horrorosos bramidos, tan atronadores y violentos que los dos hermanos pequeños de Lorenzo echaron a llorar de miedo, y el mismo miedo acabó con sus vidas. De aquellas lágrimas surgió una fuente conocida en el lugar como fuente de las Virtudes.
En la ermita actual hay un arca en la que reposan los restos de San Lorenzo y de sus hermanos. En el pueblo se asegura que quien abra esa arca quedará ciego.
Ramón Sordo Sotres recoge una leyenda de Valle Baju donde los nuberos entran en las torcas para extraerles sangre a los cuélebres. Otra historia similar de Cabrales habla de unos misteriosos personajes llamados gurmantes que entraron en una torca a capturar un cuélebre, avisando a la gente que recogiera el ganado, pues iban a provocar una tormenta de granizo. Finalmente consiguen atrapar al cuélebre atándolo con los cordones de los zapatos. Estos mismos personajes, llamados también grumantes, aparecen en un relato recogido por Álvarez Peña en Piloña. Se los describe como unos paisanos vestidos de negro que llevaban unos libros de conjuros con los que podían conjurar tormentas. La semejanza entre los relatos, y las características que se le dan a estos personajes, los relacionan con los nuberos de la versión de Valle Baju.
Al cuélebre que habitaba una cueva detrás del convento del convento de Santo Domingo en Oviedo, y que iba devorando uno tras otro a los frailes, logró darle muerte un fraile cocinero dándole a comer un pan relleno de alfileres.
Al de Brañaseca (Cudillero), al que los vecinos tenían que alimentar con boroña y pan de centeno para que no devorase a sus ganados, le dieron muerte arrojándole una piedra calentada al rojo vivo al grito de «¡Abre la boca, culebrón, que ahí te va el boroñón!»
Al dragón de La Gotera, que exigía una oveja diaria para alimentarse, le dio muerte san Lorenzo con una torta hecha de tierra carbonosa, cardenillo de cobre y unto de carro, que se le indigestó y así pudo matarlo al arrojarlo desde la peña un feje ardiendo, no sin que antes devorase a dos de sus hermanos.
Al cuélebre de Getino, un nubarrón de verano descargó tal cantidad de agua que arrastró a la bestia hasta estrellarlo contra las rocas de La Cardosa.
A la sierpe de La Rupiana, que se comía a sus hombres y ganados, le dio muerte san Fructuoso emborrachándolo con un gran pan de harina de castañas amasado con jugo de tejo y de apio hasta dormirlo. Entonces, le metió por un ojo un gran madero de castaño aguzado y requemado en el fuego hasta abrasarle el cerebro.

## El cuélebre en la toponimia astur-leonesa
Las creencias, leyendas y ritos relacionados con el culto a la serpiente son muy numerosos en todo el noroeste peninsular. La figura del cuélebre está repartida por toda la geografía asturiana, leonesa y cántabra, casi siempre relacionado con cuevas y fuentes; en San Lorenzo de Peña Gotera (León), en la llamada Peña Gotera, cerca del pueblo de La Vid, León, existe una ermita dedicada a san Lorenzo. En aquel lugar, hace muchos años, vivía una cuélebre o culebrón tan grande que cuando se posaba en lo alto de las peñas su cola llegaba hasta el río, muchos metros más abajo.
El culebrón tenía sometido al pueblo a la obligación de ofrecerle a diario una cabeza de ganado, para evitar que causase daños mayores. Sin embargo, llegó el momento en que no quedó un solo animal para atender las exigencias de la cuélebre, que ya se había comido todas las ovejas, vacas y cerdos de la comarca, y hasta las gallinas y los conejos.
Cuando la gente no pudo llevarle al culebrón su diaria pitanza, el gigantesco animal, lleno de furia, posó su cuerpo en el cauce del río y retuvo la corriente hasta formar un gran embalse de agua, que luego soltó de repente, anegando y destruyendo las huertas y los campos de labor. Todavía se pueden ver en las laderas montañosas que encauzan el río las dos señales que dejaron la cabeza y la cola de la bestia en aquella ocasión.
Una vez arrasadas las cosechas, el culebrón se dispuso a devorara a sus habitantes. Pero éstos pedían ayuda al cielo con mucha fe, y la divina providencia decidió dársela en la figura de San Lorenzo.
Lorenzo, o Llaurente, como también se le conoce en la zona, llegó a La Vid, acompañado de sus hermanos menores, Pelayo y Vicente, e ideó la forma de matar al culebrón. Para ello mandó amasar una torta enorme, y una vez cocida en el mayor horno de leña que se pudo fabricar, hizo meter dentro todos los hierros que cupieron, puestos al rojo. Herramientas, cuchillos, sartenes, arneses, adornos, todo pasó por el fuego y todo fue metido en la torta.
El olor debía de ser muy apetitoso, y la cuélebre llevaba ya varios días de ayuno. El caso es que se tragó la torta y murió entre horrorosos bramidos, tan atronadores y violentos que los dos hermanos pequeños de Lorenzo echaron a llorar de miedo, y el mismo miedo acabó con sus vidas. De aquellas lágrimas surgió una fuente conocida en el lugar como fuente de las Virtudes.
En la ermita actual hay un arca en la que reposan los restos de San Lorenzo y de sus hermanos. En el pueblo se asegura que quien abra esa arca quedará ciego.
En Mestas de Con (Cangas de Onís) existen tres cuevas muy próximas conocidas como Cueves del Cuélebre; también cerca de Cuerres (Cangas de Onís) existe el Pozu del Cuélebre. No son pocos los lugares que llevan el nombre como complemento de fuente, o de ramada; así, en Sobrefoz, existe la Ramada del Cuélebre, pues se dice que (por el aspecto del lugar) por allí bajó el Cuélebre dejando las huellas propias de un ramu que se arrastra para transportar algo -como narria-. Más cuevas con el nombre, o que se diga que en ellas vive el Cuélebre se encuentran en Saliencia (Somiedo), Oviedo, o Brañaseca (Cudillero)
Más nombres de lugar: prau del Cuélebre en Xienal (Quirós), y braña de Valdecuálabre (Cangas del Narcea), cerca de Barrio (Teverga) existe Cuevafrás:  Cuélebre de Getino (Cármenes, León).  la Sierpe de La Rupiana (Castro Rupiano, Montes de Valdueza, León)

## Supuesto avistamiento del cuélebre
Existe una historia sobre un cuélebre que supuestamente fue avistado en Felechosa, Aller, Asturias en 1965. Se dijo que entonces se había llevado a cabo la última batida oficial de la Guardia Civil contra este animal mitológico. La batida, en tono festivo, habría culminado con una espicha que un empresario local, Luciano Tejón Muñiz, organizó para las autoridades y para motivar con ello a que los periodistas con sus artículos atrajeran el turismo a esta localidad. Pero como diría uno de los vecinos Manolo Tejón "hubiéra-yos dio mejor si hubieran discurrío algo cola Virgen del Carmen como ficieron en Lourdes, o Fátima".

## El cuélebre en la música
En su disco Soy un corazón tendido al Sol (1978), el cantante asturiano Víctor Manuel (Mieres, 1947) le dedicó una canción con el mismo nombre (aunque también se conoce como Danza del cuélebre), que ha sido versionada posteriormente por varios artistas.
A principios de los años 80 se formó en Asturias el grupo Cuélebre. Una banda de rock progresivo y un tanto experimental, publicando cuatro discos. El teclista del grupo, Berto Turulla, murió electrocutado en abril de 1983 durante una actuación en Salas convirtiéndose en un icono de la música asturiana.